# Ferry Corner Plot
Ferry Corner Plot var en civil parish från 1858 till 1906 då den blev en del av Brothertoft, i grevskapet Lincolnshire, i England. Civil parish var belägen 9 km från Boston och hade 23 invånare år 1901.